# Marc Iavaroni
Marcus John Iavaroni, detto Marc (Jamaica, 15 settembre 1956), è un ex cestista e allenatore di pallacanestro statunitense, professionista nella NBA, in Italia e in Spagna.

## Carriera
Venne selezionato dai New York Knicks al terzo giro del Draft NBA 1978 (55ª scelta assoluta).

## Palmarès

### Giocatore
- Campionato NBA: 1

Philadelphia 76ers: 1983